# 郑亚 (1952年)
郑亚（1952年—），江苏阜宁人，汉族，中华人民共和国政治人物、第十一届全国人民代表大会江苏地区代表。
毕业于法国国立航空和机械高等学院能量学专业，是中共党员。担任南京理工大学的党委书记。2008年起担任全国人大代表。